# Меннекес

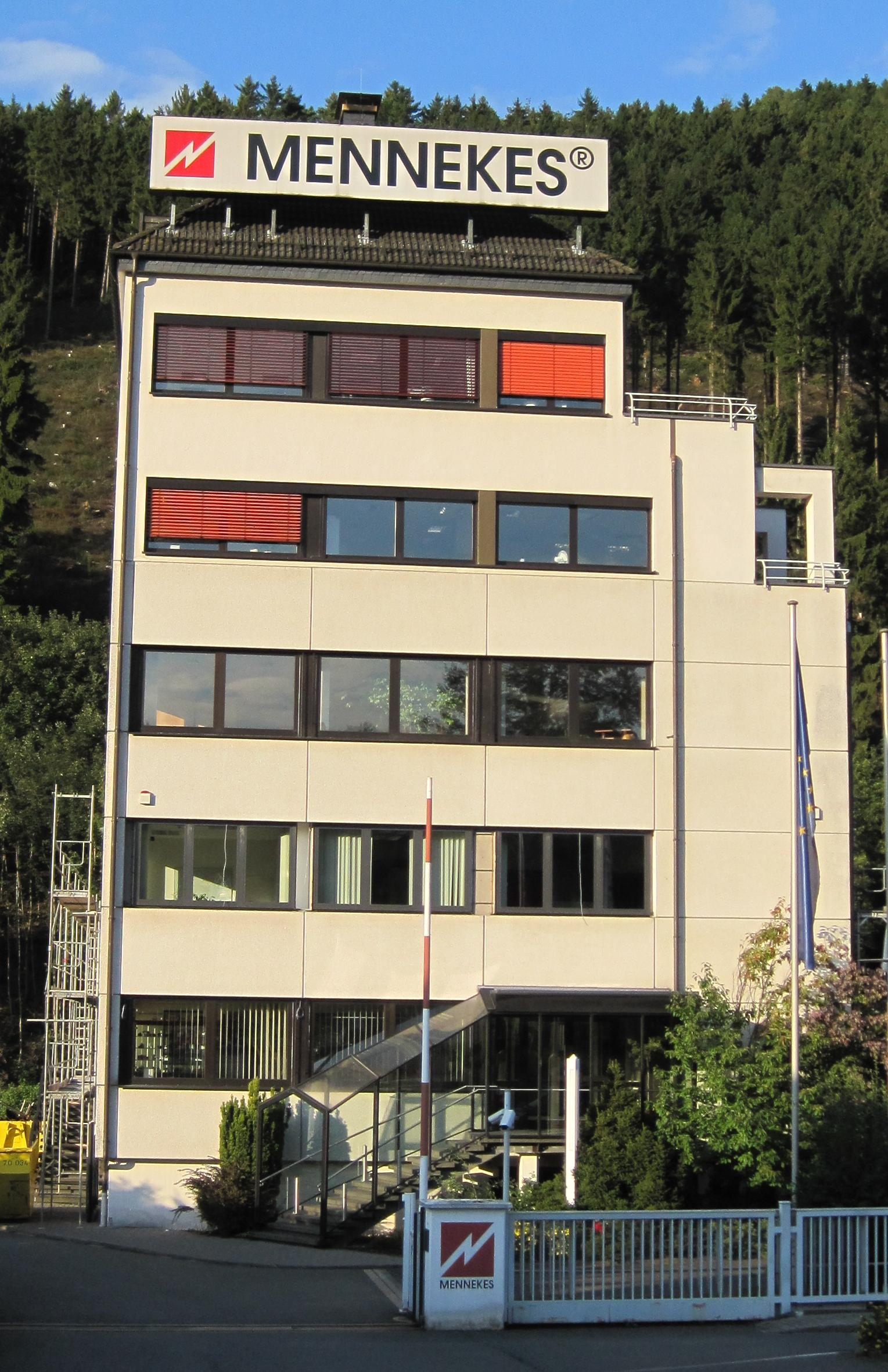
Штаб-квартира компанії 2010 рік

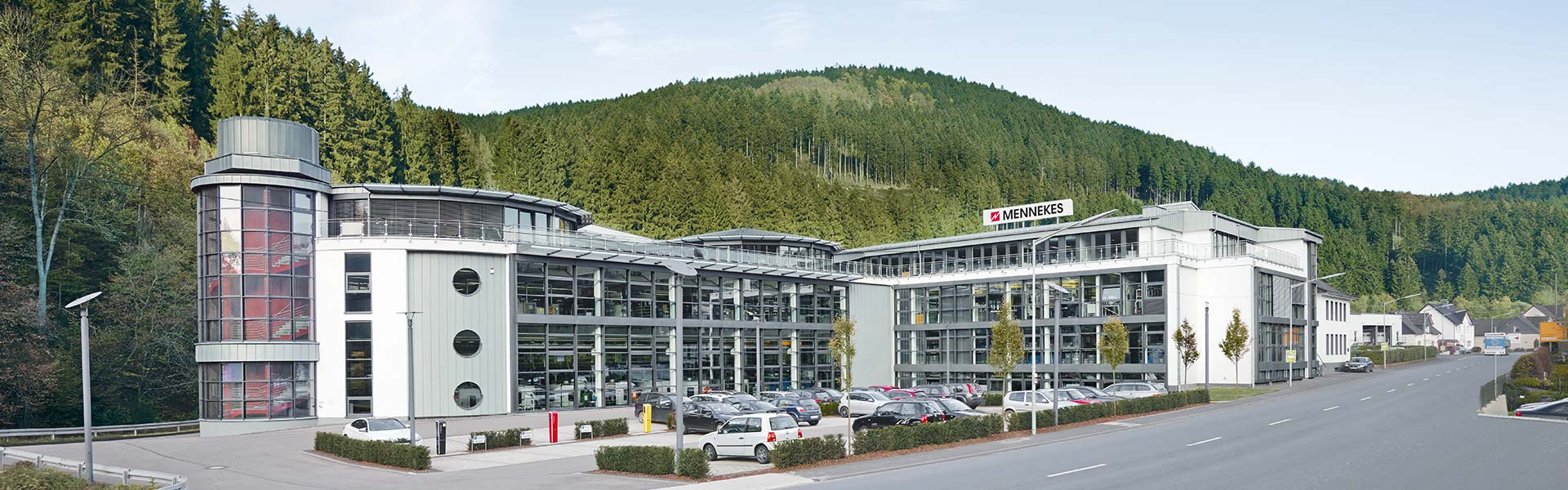
Будівля компанії в Кірхгундемі

Mennekes Elektrotechnik GmbH & Co. KG — це німецький виробник промислових вилок і з'єднувачів зі штаб-квартирою в Кірхгундемі в регіоні Зауерланд, Німеччина.

## Заснування та початок виробництва конекторів
Mennekes Elektrotechnik GmbH & Co. KG була заснована в 1935 році електриком Алоїсом Меннекесом (1910—1976).
Бізнес розпочався як електромайстерня, а через два роки став магазином електротоварів.
Після закінчення Другої світової війни компанія займалася ремонтом зруйнованих під час війни ліній електропередач.
У 1945 році в орендованому приміщенні ратуші виготовили електрозапальницю, оскільки в країні спостерігався брак сірників. Запальниця «Glühauf» коштувала 9,90 рейхсмарок і являла собою спіраль розжарювання, яку можна було підключити в розетку і запалити сигарети, або смужки паперу. «Glühauf» стала першим запатентованим винаходом MENNEKES, і вже незабаром компанія мала 39 співробітників.
Трохи пізніше компанія почала виробляти вилки для спеціального використання. У 1947 році компанія побудувала власну фабричну будівлю на нинішньому заводі, а в 1948 році вся компанія переїхала на новий завод.
Спочатку вилки виготовлялися з алюмінію, але з 1960 року компанія почала використовувати пластик. У 1957 році було збудовано ще один заводський корпус, а в 1973 році компанія переїхала в нову двоповерхову виробничу будівлю. Коли засновник компанії Алоїс Меннекес помер, у компанії працювало вже 250 осіб. Рік по тому його сини Дітер (* 1940; † 2020) і Вальтер (* 1947) перейняли керівництво компанією. У 1990 році було зареєстровано торгову марку MENNEKES. Через рік компанія придбала компанію Technoplast у Нойдорфі, яка з 1995 року була включена в групу як MENNEKES Elektrotechnik Sachsen GmbH. З 1992 року Вальтер Меннекес став єдиним власником і акціонером MENNEKES Elektrotechnik GmbH & Co. KG.

## Вихід на ринок електромобілів
У 2008 році MENNEKES вийшов на ринок обладнання для електромобілів. Рік по тому компанія стала відомою завдяки вилці для зарядки електромобілів, яку компанія розробила за специфікаціями RWE і Daimler. На той час MENNEKES уже працював над електричними вилками на основі стандарту IEC 60309 (трифазний роз'єм), який було розширено додатковими сигнальними контактами і названо «CEEplus». Новий тип роз'єму став відомий як "роз'єм MENNEKES типу 2", був опублікований VDE під стандартом VDE-AR-E 2623-2-2. Через два роки його було включено до чергової версії міжнародного стандарту IEC 62196 як «Type 2». Оскільки позначення «роз'єм MENNEKES» є неоднозначним, у пресрелізах на штекері для зарядки завжди згадується «роз'єм MENNEKES типу 2». У своїй заяві ACEA (Асоціація європейських виробників автомобілів) рекомендувала роз'єм «Type 2» як єдиний зарядний стандарт, оскільки «Type 1» (спочатку SAE J1772) не дозволяє трифазну зарядку, а «Type 3» не пропонує ніяких переваг. З 2014 року «роз'єм MENNEKES» для електромобілів є стандартом для всієї Європи, закріпленим на законодавчому рівні. У 2011 році бізнес електромобілів був переданий дочірній компанії MENNEKES Stecker GmbH & Co. KG, включаючи відкриття салону eMobility та навчального центру в EUREF Campus Berlin.
Mennekes розширив виробництво у 2009 році, додавши 2800 квадратних метрів виробничих площ у своїй штаб-квартирі в Кірхгундемі, у 2017 році було додано нову офісну будівлю на 2000 квадратних метрів. У 2012 році пожежа в офісній будівлі завдала мільйонних збитків. З 2013 року Welschen Ennest було розширено на другий виробничий майданчик. Спочатку туди перемістили новий логістичний центр, а через п'ять років — новий цех лиття під тиском, багатоярусний склад і офісну будівлю вартістю 40 мільйонів євро. У Нойдорфі з 2008 року було побудовано новий виробничий цех, а також багатоярусний склад. У 2011 році Крістофер Меннекес, який є сином Вальтера Меннекеса, приєднався до компанії як керуючий партнер.
Компанія (разом з дочірніми) має підрозділи у більш ніж 90 країнах і налічує 1200 співробітників по всьому світу (дві третини з яких у Німеччині). Асортимент продукції містить складається зі стандартизованих вилок та розеток більш ніж 15 000 різних варіантів і конструкцій, а також охоплює всі сфери бізнесу електронних транспортних засобів — від входів транспортних засобів і зарядних кабелів до повних зарядних станцій.